# Parque Estadual de Paraúna
O Decreto 5.568, de 18 de março de 2002 estabeleceu a criação do Parque Estadual de Paraúna, onde estão localizadas as Serras das Galés, no município de Paraúna, Estado de Goiás, região centro-oeste do Brasil.
O parque está situado na região noroeste do estado, entre as coordenadas geográficas 16º56' a 17º02' de latitude sul e 50º36' a 50º 42' a oeste de Greenwich, em altitudes que variam de 690 a 890 metros, com uma área aproximada de 3.250 hectares.